# Victoria Embankment

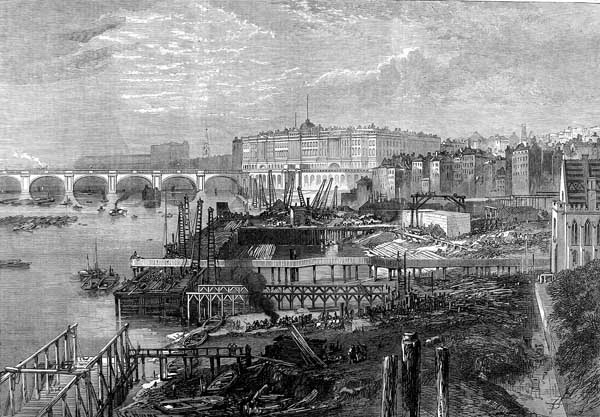
Budowa Victoria Embankment, 1865

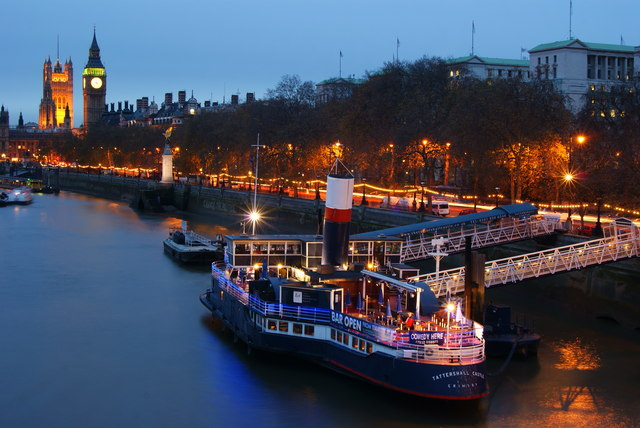
Victoria Embankment, 2009

Victoria Embankment – ulica w centralnym Londynie (Anglia), stanowiąca część Thames Embankment. Biegnie wzdłuż północnego brzegu Tamizy, od Pałacu Westminsterskiego do Blackfriars Bridge. Stanowi główną arterię komunikacji drogowej pomiędzy City of London a City of Westminster.

## Budowa
Budowa Victoria Embankment trwała w latach 1865-1870, a jej konstruktorem był angielski inżynier Joseph Bazalgette. Wykonawcą prac był Thomas Brassey. Głównym powodem powstania ulicy była potrzeba zapewnienia miastu nowoczesnego systemu kanalizacji, jak również odciążenie ulic Strand i Fleet Street. Projekt obejmował zwężenie koryta rzeki oraz zabudowanie jej brzegu, a także budowę tunelu dla Metropolitan District Railway (poprzednik dzisiejszej linii metra District Line), powstanie dwóch publicznych ogrodów (jeden z nich przylega do budynków rządowych za Whitehall, a drugi rozciąga się pomiędzy mostami Hungerford i Waterloo). 

## Transport
Wzdłuż Victoria Embankment usytuowane są stacje metra: Westminster, Embankment, Charing Cross, Temple i Blackfriars. Również zamknięta w 1994 stacja Aldwych znajdowała się w pobliżu.
Przy Victoria Embankment znajdują się pirsy Westminster Millennium, Embankment i Blackfriars Millennium, które oferują transport rzeczny w ramach London River Services. Również z Savoy Pier odbywają się rejsy wycieczkowe.

## Znaczące miejsca
Statki na stałe zacumowane przy Victoria Embankment: HMS President, HMS Wellington i PS Tattershall Castle. 
Ponadto, można tam znaleźć pomnik Charlesa Gordona, Royal Air Force Memorial, Battle of Britain Monument, Cleopatra's Needle i Cleopatra's Kiosk.